# عبد المالك (مغن راب)
عبد المالك هو رابر فرنسي من أصل كونغولي ولد في 14 مارس 1975.

## روابط خارجية
- عبد المالك على موقع IMDb (الإنجليزية)
- عبد المالك على موقع ألو سيني (الفرنسية)
- عبد المالك على موقع ميوزك برينز (الإنجليزية)
- عبد المالك على موقع أول موفي (الإنجليزية)
- عبد المالك على موقع ديسكوغز (الإنجليزية)
- عبد المالك على موقع ديسكوغز (الإنجليزية)
- عبد المالك على موقع قاعدة بيانات الفيلم (الإنجليزية)